# Sainte-Mère
Sainte-Mère este o comună în departamentul Gers din sudul Franței. În 2009 avea o populație de 204 de locuitori.

## Evoluția populației
| An        | 1975 | 1982 | 1990 | 1999 | 2006 | 2009 |
| --------- | ---- | ---- | ---- | ---- | ---- | ---- |
| Populație | 197  | 173  | 172  | 182  | 187  | 204  |